# 卡万戈旱土杆菌
卡万戈旱土杆菌（学名：Aridibacter kavangonensis）是旱土杆菌属的下属物种。该菌是一种革兰氏阴性、非运动性、嗜温、需氧且化能有机异营的杆状细菌。它首次于2011年春季在纳米比亚北部卡万戈地区的沙质亚热带疏林草原土壤样本中被发现，并在2014年被正式描述和命名。

## 词源
种加词“kavangonensis”源自其发现地的名称，即纳米比亚北部的卡万戈地区（Kavango）。

## 发现
2011年春季，学者在纳米比亚北部卡万戈地区马沙雷采集了沙质亚热带疏林草原土壤样本。他们将土壤悬浮液接种到200µl的液体SSE（soil solution equivalent）/HD 1:10培养基中，并使用10mM的HEPPS（替代MES）将培养基的pH值缓冲至8.0。接种后，在20°C下培养6周，随后通过群特异性PCR（GS-PCR）使用引物对检测酸杆菌的生长。将产生PCR产物的培养物接种到用纯化琼脂固化的SSE/HD 1:10平板上，随后在平板上划线分离从而获得了该菌株。学者旋即于2014年正式描述并命名该菌。

## 形态
该菌是一种革兰氏阴性杆菌，细胞长约2.5至3.0µm，宽约0.6至0.7µm。该菌常形成由2至4个细胞组成的细胞短链，但是并未观测到该菌能形成如苛求出芽小链菌般更长的细胞链。该菌是非运动性细菌，部分细胞含胞质内包涵体，偶见外膜囊泡。
在琼脂平板上，该菌可形成偏淡粉色的白色菌落，直径为0.2至0.3mm，呈半透明凸起状、边缘完整。在液体培养中，该菌为白色，且并未形成聚集物。

## 生理
该菌是一种需氧、化能有机营养的嗜温细菌。其细胞色素c氧化酶检测呈阴性，而过氧化氢酶检测则为阳性。该菌偏好利用复杂蛋白质底物，其主要生长底物包括麦芽糖、鼠李糖、N-乙酰半乳糖胺、富马酸、异戊酸、原儿茶酸、酪蛋白氨基酸、酪蛋白水解物、胨、酵母提取物、昆布多糖和纤维素；而在乳糖、谷氨酰胺、L-天冬酰胺、三甲氧基苯甲酸、淀粉和几丁质中仅检测到弱生长。此外，它可以降解聚合物纤维素。
该菌可耐受较宽的pH值及温度范围，且少量氯化钠可促进生长。其生长温度范围为12至47°C（最适温度为36至44°C）；pH适应范围为3.5至10.0（最佳pH值为5.5至8.0）；氯化钠浓度为最高1 %（最适浓度为0.25%）。在最佳生长条件下，菌体倍增时间约为6.1小时。该菌不形成孢子和荚膜，且以二分裂方式繁殖。

## 分子特征
该菌的主要醌为甲萘醌8（MK-8），另含少量甲萘醌7（MK-7）。其主要脂肪酸包括iso-C15 : 0、总和特征1（C13 : 0 3-OH/iso-C15 : 1 H）、总和特征3（C16 : 1ω7c/C16 : 1ω6c）和anteiso-C17 : 0。菌株的DNA G+C含量为52.6mol%。其16S rRNA基因与最近亲缘种苛求出芽小链的相似度为93.3%，属于酸杆菌门第4分支。该菌的极性脂质组成包括磷脂酰胆碱、磷脂酰甘油、二磷脂酰胆碱和磷脂酰乙醇胺。